# Mexoleon mixtecus
Mexoleon mixtecus är en insektsart som först beskrevs av Stange 1970.  Mexoleon mixtecus ingår i släktet Mexoleon och familjen myrlejonsländor. Inga underarter finns listade i Catalogue of Life.